# All Out (2022)
All Out (2022) foi um evento de wrestling profissional em formato pay-per-view (PPV) de produzido pela All Elite Wrestling (AEW). Aconteceu durante o fim de semana do Dia do Trabalho em 4 de setembro de 2022, na Now Arena, no subúrbio de Chicago de Hoffman Estates, Illinois. Foi o primeiro evento a apresentar o AEW World Trios Championship. Esse foi o quarto evento da cronologia do All Out.
Quinze lutas foram disputadas no evento, incluindo quatro no pré-show do Zero Hour. No evento principal, CM Punk derrotou Jon Moxley para vencer o AEW World Championship pela segunda vez. Em outras lutas importantes, Chris Jericho derrotou Bryan Danielson, The Elite (Kenny Omega e The Young Bucks (Matt Jackson e Nick Jackson)) derrotaram "Hangman" Adam Page e The Dark Order (Alex Reynolds e John Silver) para vencer o inaugural AEW World Trios Championship, e na luta de abertura, MJF fez um retorno surpresa como o participante "coringa" disfarçado e venceu a Casino Ladder Match.
O All Out recebeu críticas mistas a positivas dos críticos. O evento também foi notável por seu scrum de mídia pós-show, que viu CM Punk insultar e repreender vários outros lutadores, levando a uma luta legítima nos bastidores entre Punk, The Elite e Ace Steel. Todos os envolvidos foram suspensos, com Steel sendo demitido; três dias depois do All Out, Punk e The Elite foram todos destituídos de seus respectivos títulos.

## Produção

### Introdução
All Out é um pay-per-view (PPV) realizado anualmente durante o fim de semana do Dia do Trabalho pela All Elite Wrestling (AEW) desde 2019. É um dos PPVs "Big Four" da AEW, que também inclui Double or Nothing, Full Gear, e Revolution, seus quatro maiores shows produzido trimestralmente. O evento de 2022 foi quarto evento na cronologia do All Out. Em 13 de julho de 2022, a AEW anunciou que o evento aconteceria em 4 de setembro no Now Arena no subúrbio de Chicago de Hoffman Estates, Illinois. Além disso, como parte da semana do All Out, tanto o Wednesday Night Dynamite quanto Friday Night Rampage foram ao ar ao vivo do mesma arena em 31 de agosto e 2 de setembro, respectivamente. Os ingressos para os três eventos foram colocados à venda em 15 de julho com pacotes disponíveis. Teve também uma fanfest no sábado, 3 de setembro, no Renaissance Schaumburg Convention Center. O próprio All Out foi precedido por um pré-show de uma hora chamado Zero Hour, que foi exibido gratuitamente nas plataformas de mídia social da AEW.

### Rivalidades
All Out apresentou lutas de wrestling profissional que envolvem lutadores diferentes rivalidades e histórias preexistentes. Os lutadores retratam heróis, vilões, ou personagens menos distinguíveis em eventos que criaram tensão e culminam em uma luta ou uma série de lutas. As histórias foram produzidas nos programas de televisão semanais da AEW, Dynamite e Rampage, os programas complementares de streaming online, Dark e Elevation, e na série do YouTube dos Young Bucks Being the Elite.
No episódio de 3 de junho de 2022 do Rampage, o Campeão Mundial da AEW CM Punk, que havia conquistado o título poucos dias antes no Double or Nothing, anunciou que estava lesionado e precisaria de uma cirurgia. Ele inicialmente queria renunciar ao título; no entanto, o presidente da AEW Tony Khan decidiu que um campeão interino seria coroado até o retorno de Punk, após o qual, Punk enfrentaria o campeão interino para determinar o campeão indiscutível. Jon Moxley foi coroado como campeão interino no lugar de Punk no AEW x NJPW: Forbidden Door em 26 de junho. No Quake by the Lake episódio especial do Dynamite em 10 de agosto, Punk fez seu retorno e confrontou Moxley. Uma luta para determinar o campeão mundial indiscutível da AEW foi agendado para o All Out. No entanto, devido a confrontos acalorados entre os dois, foi anunciado que a luta aconteceria no episódio de 24 de agosto do Dynamite, onde Moxley derrotou rapidamente Punk, tornando-se o Campeão Mundial Indiscutível da AEW no processo. Na semana seguinte, Moxley emitiu um contrato aberto para uma luta pelo título no All Out, no qual Punk assinou o contrato. A revanche foi posteriormente agendada para o All Out.

## Scrum de mídia pós-evento
No scrum da mídia pós-evento, CM Punk teve problemas com certos membros da mídia de luta livre enquanto abordava questões de bastidores com colegas da AEW. Punk descreveu pela primeira vez Scott Colton (Colt Cabana) como alguém que "não queria me ver no topo", discutiu seus processos um contra o outro e disse que "não é amigo desse cara desde pelo menos 2014, no final 2013." Mais tarde, Punk afirmou que Colton "compartilha uma conta bancária com sua mãe, que diz tudo o que você precisa saber sobre que tipo de personagem é esse". Punk negou os rumores de que havia tentado demitir Colton, o que o presidente da AEW, Tony Khan, corroborou. Punk também criticou "pessoas irresponsáveis que se autodenominam EVPs" (os vice-presidentes executivos da AEW são Kenny Omega e Young Bucks, Matt e Nick Jackson), dizendo que eles "não poderiam administrar um alvo" e os acusou de "espalhar mentiras e besteira e coloquei na mídia que eu [Colt Cabana] foi demitido quando eu tenho tudo a ver com ele, não quero nada com ele. Não me importo onde ele trabalha, onde ele não trabalha. Onde ele come, onde ele dorme." Punk mais tarde indicou que estava tentando "vender ingressos, encher arenas", enquanto os EVPs agiam como "caras estúpidos [que] pensam que estão em Reseda", onde era baseada a Pro Wrestling Guerrilla.
Em seguida, Punk criticou "Hangman" Adam Page como "um idiota de cabeça vazia" que entrou "no negócio por conta própria" na televisão nacional, e ainda aludiu a Page como "alguém que não fez nada neste negócio [isso] colocou em risco a primeira casa de um milhão de dólares que esta empresa tirou das minhas costas." você tem um idiota de cabeça vazia, que nunca fez nada no ramo, faz entrevistas públicas e diz: 'Eu realmente não aceito conselhos.'" Punk passou a descrever MJF como um "indivíduo extremamente talentoso", mas também disse que MJF "gosta de cagar onde come em vez de regar a grama".
Várias publicações de luta livre, incluindo Fightful, PWInsider e o Wrestling Observer Newsletter, relataram posteriormente que os comentários de Punk causaram uma briga entre Punk, Kenny Omega, The Young Bucks e Ace Steel - um treinador da AEW que é treinador de Punk e amigo de longa data.

## Após o evento
Como resultado da altercação física após o scrum da mídia pós-evento All Out, o presidente da AEW, Tony Khan, suspendeu todos os envolvidos, que incluíam CM Punk, Ace Steel, Kenny Omega, The Young Bucks (Matt Jackson e Nick Jackson), Pat Buck, Christopher Daniels, Michael Nakazawa e Brandon Cutler. Em 7 de setembro, Khan abriu o episódio daquela noite do Dynamite com um vídeo pré-gravado, anunciando que os títulos foram desocupados, com efeito imediato. Death Triangle (Pac e The Lucha Brothers (Penta El Zero M e Rey Fénix)) se tornaram os novos Campeões de Trios ao derrotar Best Friends (Chuck Taylor, Trent Beretta e Orange Cassidy) em uma luta previamente agendada que Khan converteu em uma luta pelo título. O show também contou com o início de um torneio para coroar um novo Campeão Mundial, com a final ocorrendo em 21 de setembro no Dynamite: Grand Slam. No Grand Slam, Jon Moxley derrotou Bryan Danielson na final do torneio para vencer o AEW World Championship pela terceira vez.
As suspensões de Buck, Daniels, Nakazawa e Cutler foram suspensas cerca de duas semanas após o All Out; de acordo com Dave Meltzer, uma investigação independente encomendada pela AEW aparentemente determinou que esses indivíduos estavam tentando separar a briga.
Em 18 de outubro, Ace Steel foi dispensado da empresa.
Omega e os Young Bucks voltariam no Full Gear, onde enfrentariam o Death Triangle pelo título de trios, onde foram derrotados.
Em 4 de abril de 2023, CM Punk estava se recuperando de uma lesão no tríceps que sofreu no evento e ainda não havia retornado à promoção. A lesão colocou Punk em um hiato de pelo menos 8 meses. Houve relatos de que Punk e AEW estavam em negociações sobre a recisão de seu contrato.

## Resultados
| Nº                                          | Resultados | Estipulações                                                                        | Tempo |
| ------------------------------------------- | --- | ----------------------------------------------------------------------------------- | ----- |
| Pré- show                                   | The Jericho Appreciation Society (Sammy Guevara e Tay Melo) (c) derrotaram Ortiz e Ruby Soho | Luta de duplas mistas pelo AAA World Mixed Tag Team Championship                    | 6:00  |
| Pré- show                                   | Hook (c) derrotou Angelo Parker (com Matt Menard) | Luta individual pelo FTW Championship                                               | 3:55  |
| Pré- show                                   | Pac (c) derrotou Kip Sabian | Luta individual pelo AEW All-Atlantic Championship                                  | 10:00 |
| Pré- show                                   | Eddie Kingston derrotou Tomohiro Ishii | Luta individual                                                                     | 13:25 |
| 1                                           | MJF (com Stokely Hathaway, Ethan Page, Lee Moriarty, Colten Gunn, Austin Gunn e W. Morrissey) derrotou Claudio Castagnoli, Wheeler Yuta, Penta El Zero Miedo, Rey Fénix (com Alex Abrahantes), Rush, Andrade El Idolo (com José the Assistant) e Dante Martin | Cassino Ladder Match O vencedor recebe uma futura luta pelo AEW World Championship. | 14:15 |
| 2                                           | The Elite (Kenny Omega e The Young Bucks (Matt Jackson e Nick Jackson)) (com Brandon Cutler e Michael Nakazawa) derrotaram "Hangman" Adam Page e The Dark Order (Alex Reynolds e John Silver)                                                                 | Final do torneio pelo inaugural AEW World Trios Championship                        | 19:50 |
| 3                                           | Jade Cargill (c) (com Kiera Hogan e Leila Gray) derrotou Athena | Luta individual pelo AEW TBS Championship                                           | 4:20  |
| 4                                           | Wardlow e FTR (Cash Wheeler e Dax Harwood) derrotaram Jay Lethal e The Motor City Machine Guns (Chris Sabin e Alex Shelley) (com Satnam Singh e Sonjay Dutt)                                                                                                  | Luta de trios                                                                       | 16:30 |
| 5                                           | Powerhouse Hobbs derrotou Ricky Starks | Luta individual                                                                     | 5:05  |
| 6                                           | Swerve In Our Glory (Keith Lee e Swerve Strickland) (c) derrotaram The Acclaimed (Anthony Bowens e Max Caster) (com Billy Gunn) | Luta de duplas pelo AEW World Tag Team Championship                                 | 22:30 |
| 7                                           | Toni Storm derrotou Dr. Britt Baker, D.M.D. (com Rebel), Jamie Hayter e Hikaru Shida | Luta Four-way pelo AEW Women's World Championship interino                          | 14:20 |
| 8                                           | Christian Cage (com Luchasaurus) derrotou "Jungle Boy" Jack Perry | Luta individual                                                                     | 0:20  |
| 9                                           | Chris Jericho derrotou Bryan Danielson | Luta individual                                                                     | 23:40 |
| 10                                          | Darby Allin, Sting e Miro derrotaram The House of Black (Malakai Black, Brody King e Buddy Matthews) (com Julia Hart) | Luta de trios                                                                       | 12:10 |
| 11                                          | CM Punk derrotou Jon Moxley (c) | Luta individual pelo AEW World Championship                                         | 19:55 |
| (c) – Refere-se aos campeões antes da luta. | |                                                                                     |       |

### Torneio pelo AEW World Trios Championship
|  | Quartas de final Dynamite (17 e 24 de agosto de 2022) Rampage (19 e 26 de agosto de 2022) | Quartas de final Dynamite (17 e 24 de agosto de 2022) Rampage (19 e 26 de agosto de 2022) | Quartas de final Dynamite (17 e 24 de agosto de 2022) Rampage (19 e 26 de agosto de 2022) |                                                                    |                                                                    | Semifinais Dynamite (31 de agosto de 2022) Rampage (2 desetembro de 2022) | Semifinais Dynamite (31 de agosto de 2022) Rampage (2 desetembro de 2022) | Semifinais Dynamite (31 de agosto de 2022) Rampage (2 desetembro de 2022) |  |  | Final All Out (4 de setembro de 2022) | Final All Out (4 de setembro de 2022) | Final All Out (4 de setembro de 2022) |  |
|  |                                                                                           |                                                                                           |                                                                                           |                                                                    |                                                                    |                                                                           |                                                                           |                                                                           |  |  |                                       |                                       |                                       |  |
|  | 1                                                                                         | Death Triangle (Pac e Lucha Brothers (Penta El Zero e Rey Fénix))                         | 24:51                                                                                     |                                                                    |                                                                    |                                                                           |                                                                           |                                                                           |  |  |                                       |                                       |                                       |  |
|  | 1                                                                                         | Death Triangle (Pac e Lucha Brothers (Penta El Zero e Rey Fénix))                         | 24:51                                                                                     |                                                                    |                                                                    |                                                                           |                                                                           |                                                                           |  |  |                                       |                                       |                                       |  |
|  | 8                                                                                         | United Empire (NJPW) (Will Ospreay e Aussie Open (Mark Davis e Kyle Fletcher))            | Pin                                                                                       |                                                                    |                                                                    |                                                                           |                                                                           |                                                                           |  |  |                                       |                                       |                                       |  |
|  | 8                                                                                         | United Empire (NJPW) (Will Ospreay e Aussie Open (Mark Davis e Kyle Fletcher))            | Pin                                                                                       |                                                                    | United Empire (NJPW)                                               | United Empire (NJPW)                                                      | 18:59                                                                     |                                                                           |  |  |                                       |                                       |                                       |  |
|  |                                                                                           |                                                                                           |                                                                                           |                                                                    | United Empire (NJPW)                                               | United Empire (NJPW)                                                      | 18:59                                                                     |                                                                           |  |  |                                       |                                       |                                       |  |
|  |                                                                                           |                                                                                           | The Elite                                                                                 | The Elite                                                          | Pin                                                                |                                                                           |                                                                           |                                                                           |  |  |                                       |                                       |                                       |  |
|  | 4                                                                                         | La Facción Ingobernable (Andrade El Idolo, Rush e Dragon Lee)                             | The Elite                                                                                 | The Elite                                                          | Pin                                                                | 20:50                                                                     |                                                                           |                                                                           |  |  |                                       |                                       |                                       |  |
|  | 4                                                                                         | La Facción Ingobernable (Andrade El Idolo, Rush e Dragon Lee)                             |                                                                                           |                                                                    |                                                                    |                                                                           |                                                                           |                                                                           |  |  |                                       |                                       |                                       |  |
|  | 5                                                                                         | The Elite (Kenny Omega e The Young Bucks (Matt Jackson e Nick Jackson))                   | Pin                                                                                       |                                                                    |                                                                    |                                                                           |                                                                           |                                                                           |  |  |                                       |                                       |                                       |  |
|  | 5                                                                                         | The Elite (Kenny Omega e The Young Bucks (Matt Jackson e Nick Jackson))                   | Pin                                                                                       |                                                                    | The Elite                                                          | The Elite                                                                 | Pin                                                                       |                                                                           |  |  |                                       |                                       |                                       |  |
|  |                                                                                           |                                                                                           |                                                                                           |                                                                    |                                                                    |                                                                           |                                                                           |                                                                           |  |  |                                       |                                       |                                       |  |
|  |                                                                                           |                                                                                           | "Hangman" Adam Page e The Dark Order (Alex Reynolds e John Silver)                        | "Hangman" Adam Page e The Dark Order (Alex Reynolds e John Silver) | 19:50                                                              |                                                                           |                                                                           |                                                                           |  |  |                                       |                                       |                                       |  |
|  | 2                                                                                         | House of Black (Malakai Black, Brody King, e Buddy Matthews)                              | "Hangman" Adam Page e The Dark Order (Alex Reynolds e John Silver)                        | "Hangman" Adam Page e The Dark Order (Alex Reynolds e John Silver) | 19:50                                                              | 9:03                                                                      |                                                                           |                                                                           |  |  |                                       |                                       |                                       |  |
|  | 2                                                                                         | House of Black (Malakai Black, Brody King, e Buddy Matthews)                              |                                                                                           |                                                                    |                                                                    |                                                                           |                                                                           |                                                                           |  |  |                                       |                                       |                                       |  |
|  | 7                                                                                         | The Dark Order (Alex Reynolds, John Silver e Preston Vance)                               | Pin                                                                                       |                                                                    |                                                                    |                                                                           |                                                                           |                                                                           |  |  |                                       |                                       |                                       |  |
|  | 7                                                                                         | The Dark Order (Alex Reynolds, John Silver e Preston Vance)                               | Pin                                                                                       |                                                                    | "Hangman" Adam Page e The Dark Order (Alex Reynolds e John Silver) | "Hangman" Adam Page e The Dark Order (Alex Reynolds e John Silver)        | Pin                                                                       |                                                                           |  |  |                                       |                                       |                                       |  |
|  |                                                                                           |                                                                                           |                                                                                           |                                                                    | "Hangman" Adam Page e The Dark Order (Alex Reynolds e John Silver) | "Hangman" Adam Page e The Dark Order (Alex Reynolds e John Silver)        | Pin                                                                       |                                                                           |  |  |                                       |                                       |                                       |  |
|  |                                                                                           |                                                                                           | Best Friends                                                                              | Best Friends                                                       | 11:10                                                              |                                                                           |                                                                           |                                                                           |  |  |                                       |                                       |                                       |  |
|  | 3                                                                                         | The Trustbusters (Ari Daivari, Parker Boudreaux e Slim J)                                 | Best Friends                                                                              | Best Friends                                                       | 11:10                                                              | 10:32                                                                     |                                                                           |                                                                           |  |  |                                       |                                       |                                       |  |
|  | 3                                                                                         | The Trustbusters (Ari Daivari, Parker Boudreaux e Slim J)                                 |                                                                                           |                                                                    |                                                                    |                                                                           |                                                                           |                                                                           |  |  |                                       |                                       |                                       |  |
|  | 6                                                                                         | Best Friends (Chuck Taylor, Trent Beretta e Orange Cassidy)                               | Pin                                                                                       |                                                                    |                                                                    |                                                                           |                                                                           |                                                                           |  |  |                                       |                                       |                                       |  |